# Sergio Ahumada
Sergio Ahumada (2 ottobre 1948) è un ex calciatore cileno, di ruolo attaccante.

## Carriera
Con la Nazionale cilena ha preso parte ai Mondiali 1974.